# Siciliaans Open
Het Siciliaans Open is een golftoernooi van de Europese PGA Tour.
De eerste editie van het Siciliaans Open werd van 17-20 maart 2011 gespeeld op de Donnafugata Golf Resort & Spa. Het prijzengeld is € 1.000.000. Het toernooi duurde vijf dagen wegens het slechte weer.
Het was in 2011 het eerste toernooi op Europese bodem, en de eerste keer dat de Europese Tour op Sicilië komt. Naast het Italiaans Open, dat in 1925 begon en nog steeds bestaat, werden sinds het einde van de 80'er jaren enkele andere toernooien voor de Europese Tour georganiseerd zoals  het Volvo Open (1989-1992) op Golf Club Ugolino bij Florence, het Girona Open (1991), het Kronenbourg Open (1992) en de Roma Masters (1992, 1993). 

## Winnaars
| Jaar | Baan                               | Winnaar           | Score | Score |
| ---- | ---------------------------------- | ----------------- | ----- | ----- |
| 2011 | Donnafugata Golf Resort & Spa      | Raphaël Jacquelin | 272   | -12   |
| 2012 | Verdura Golf & Spa Resort, Sciacca | Thorbjørn Olesen  | 273   | -15   |